# Wilfred H. Abbot
Wilfred Henry Abbot, född 7 juni 1867 i Dublin, Irland, död 16 april 1941 i Brighton, England, var en brittisk-irländsk präst och missionär. Han var son till pastor Frederick James Abbot.

## Biografi

### Utbildning
1879–1884 läste han vid Bradfield College i Bradfield och 1886 vid Keble College i Oxford. Han tog kandidatexamen (Bachelor's degree) 1889 och masterexamen (Master's degree) 1891, båda vid Oxford. 1891 läste han vid Ely Theological college i Ely och sedan vid Deacon's School i Peterborough, där han tog diakonexamen 1892 och prästexamen 1894.

### Papua Nya Guinea
Han var den anglikanska kyrkans första bosatta missionär i Collingwood Bay, Brittiska Nya Guinea, och den första anglikanska präst som bosatt sig i området. Han var 1899–1901 stationerad vid missionsstationen i Wanigela och arbetade där tillsammans med James Nogar, en inhemsk lärare från Vanuatu. Missionsstationen låg på stranden mellan byarna Rainu och Oreresan. Abbot beskrev sig själv som den "första vita nybyggaren i Collingwood Bay District, North East" och beskrev folket som "ännu kannibaler, ännu kvar i stenåldern och använder redskap av ben och flinta".
Abbot, som var en gemytlig men autokratisk excentriker med en stark känsla för kristen moralisk rättskaffenhet, uppmärksammades för sin "kraftfulla hantering" av Wanigela-folket. Han var bland annat känd för att piska otrogna fruar och göra kyrkogång obligatorisk för män. Han tvingade lokalbefolkningen till utmattande arbete och beställde stora mängder alkoholhaltiga drycker. Han avskedades 1901 på grund av en alltför stor faktura avseende "medicinsk" sprit, för sin handel med etnografiska föremål och för att ha trakasserat och slagit läraren James Nogar.

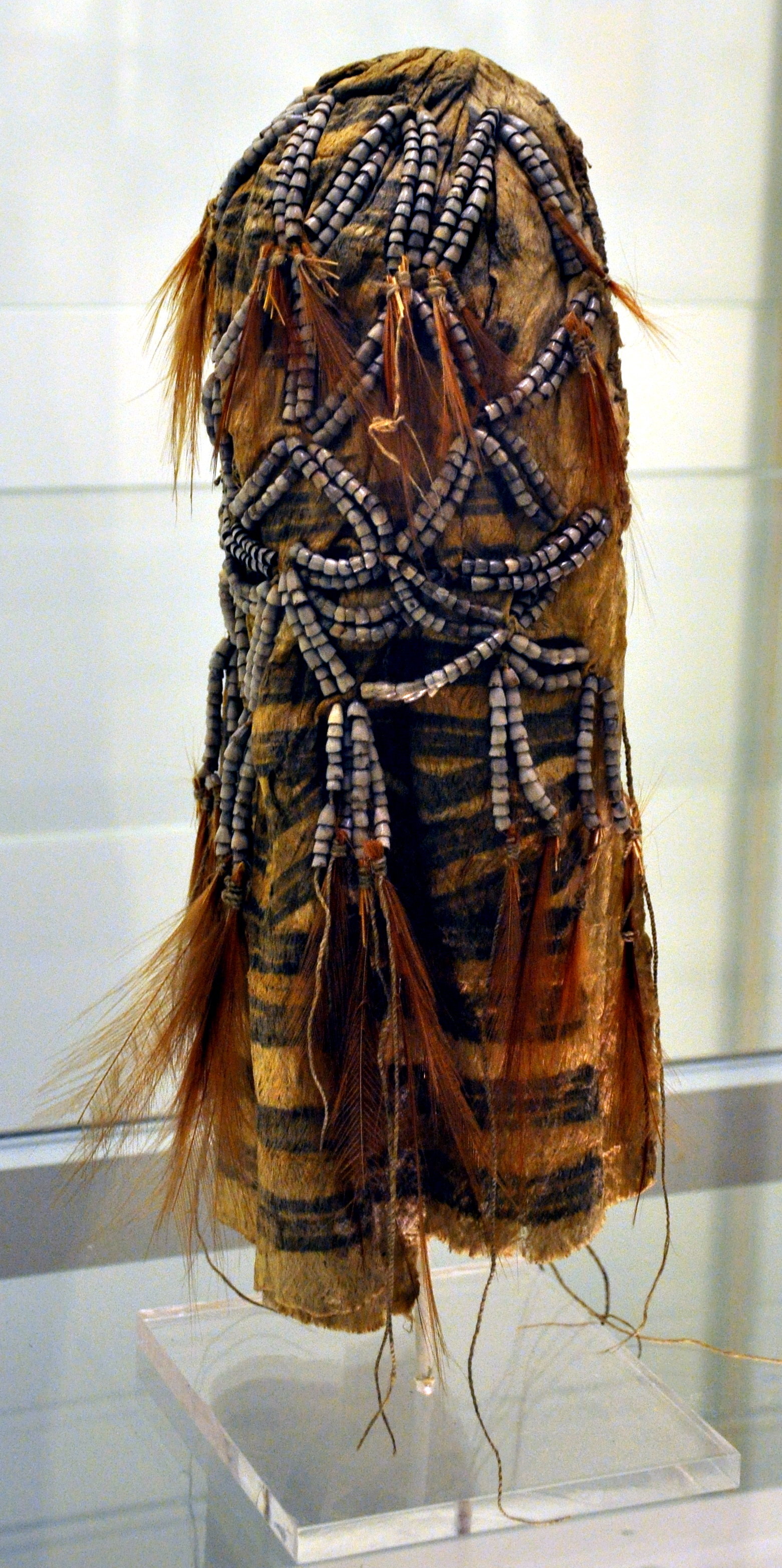
Sorgedräkt av barktyg från Collingwood Bay, Papua Nya Guinea, utställd på British Museum och 1901 förvärvad från Wilfred H. Abbot.

#### Etnografika
Abbot verkade fast besluten att inte lämna Papua Nya Guinea tomhänt. 1901–1903 sålde han kuriosa från Collingwood Bay till Horniman Museum. Han sålde också etnografika till British Museum (130 föremål) och till Manchester Museum. Ytterligare tre föremål som samlats in av Abbot donerades 1900 till British Museum av Sir George Ruthven Le Hunte (1852–1925).
Även på Etnografiska museet i Stockholm finns en samling (77 föremål från Collingwood Bay), förvärvad 1904 från Abbot. Samlingen innehåller bland annat öronprydnader, väskor, spjut och snäcktrumpeter.

### England
Åter i England tjänstgjorde han 1914–1920 som armépräst och fick 1915 utmärkelsen Military Cross (MC). I juli 1938, då han var kyrkoherde i St. Pauls Church, London, försattes han i konkurs, vilket det skrevs om i tidningen Ottawa Citizen.